# Ross Norman
Ross William Norman, MNZM (* 7. Januar 1959 in Whitianga) ist ein ehemaliger neuseeländischer Squashspieler.

## Werdegang
Normans höchste Platzierung in der Weltrangliste war der zweite Rang im Dezember 1985, den er lange Zeit hinter Jahangir Khan einnahm. Dieser war bis zum Zeitpunkt der Weltmeisterschaft 1986 in Toulouse seit fünf Jahren bzw. 555 Spielen ungeschlagen. Doch im Finale der Weltmeisterschaft gelang es Norman, diese Dominanz zu brechen und sich mit einem 3:1-Sieg den Weltmeistertitel zu sichern. Der Sprung an die Weltranglistenspitze blieb ihm trotz dieses Erfolgs verwehrt. Er ist der einzige Neuseeländer, der jemals Weltmeister im Herren-Squash wurde. Mit der neuseeländischen Nationalmannschaft wurde er 1985 und 1987 jeweils Vizeweltmeister hinter Pakistan. In den Jahren 1982, 1984 und 1985 gewann er die neuseeländische Landesmeisterschaft. Im November 1995 beendete Norman seine Karriere.
2009 wurde Norman als zweiter Squashspieler nach Susan Devoy in die New Zealand Sports Hall of Fame aufgenommen, im selben Jahr erfolgte zudem die Aufnahme in die New Zealand Squash Hall of Fame. Im Januar 2014 wurde er zum Mitglied des New Zealand Order of Merit ernannt. Er ist Vater von zwei Söhnen.

## Erfolge
- Weltmeister im Einzel: 1986
- Vizeweltmeister mit der Mannschaft: 1985, 1987
- Gewonnene PSA-Titel: 4
- Neuseeländischer Meister: 3 Titel (1982, 1984, 1985)